# 済生会有田病院
済生会有田病院（さいせいかいありだびょういん）は、和歌山県有田郡湯浅町にある民間病院。社会福祉法人恩賜財団済生会が運営する。

## 沿革
- 1947年7月 - 開院。
- 1963年10月 - 有田郡湯浅町1465番地に新築移転。
- 1989年11月 - 現在地に新築移転。
- 2000年2月 - 済生会有田訪問看護ステーションを開設。
- 2006年5月 - 回復期リハビリテーション病棟を開設。
- 2007年4月　‐　地域リハビリテーション広域支援センター指定、国保野上厚生総合病院付属看護専門学校主たる実習施設指定。

## 診療科
- 内科
- 循環器科
- 外科・消化器科
- 整形外科
- 人工関節センター
- 眼科
- 耳鼻咽喉科
- リハビリテーション科
- 放射線科
- 心臓血管外科

## 2020年新型コロナウイルス
2月13日に医師ら2人の感染が確認され、翌15日に3人の感染が確認された。このうち、院内感性が疑われる70代の男性が2月28日に死亡。
その後の検査では、病院関係者474人のうち、5人以外は陰性だった。3月4日、職員や患者全員が2週間以上にわたって陰性が続いていることから、「安全宣言」を出し、通常業務を再開した。